# Hymenopsis typhae
Hymenopsis typhae är en svampart som först beskrevs av Karl Wilhelm Gottlieb Leopold Fuckel, och fick sitt nu gällande namn av Pier Andrea Saccardo 1886. Hymenopsis typhae ingår i släktet Hymenopsis, divisionen sporsäcksvampar och riket svampar.   Inga underarter finns listade i Catalogue of Life.